# Mouzourás
Mouzourás är en ort i Grekland.   Den ligger i prefekturen Nomós Chaniás och regionen Kreta, i den södra delen av landet, 270 km söder om huvudstaden Aten. Mouzourás ligger 162 meter över havet och antalet invånare är 1 462.
Terrängen runt Mouzourás är lite kuperad. Havet är nära Mouzourás österut. Närmaste större samhälle är Chania, 11,8 km väster om Mouzourás. 